# گندم خراسان

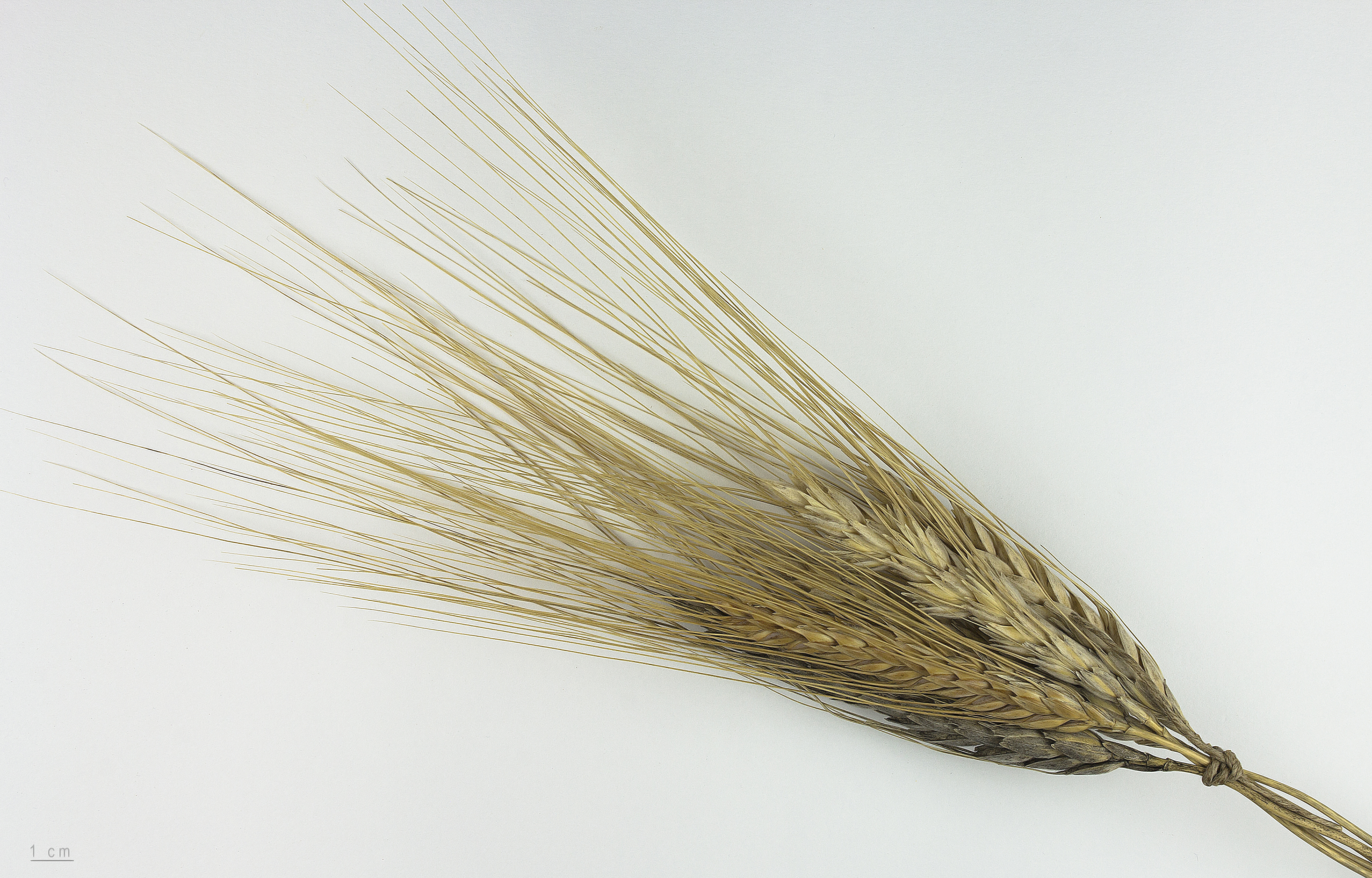
Triticum turgidum subsp. turanicum

گندم خراسان (نام علمی: Triticum turanicum) با نشان تجاری کاموت، از غلات باستانی است که شرکت کاموت اینترنشنال آن را به روش ارگانیک تولید و پخش می‌کند. اندازه این نوع گندم تقریباً دو برابر سایر گندم‌هاست و طعم فوق‌العاده‌ای دارد.

## فایده‌های گندم خراسان
گندم خراسان کم‌کالری است، ولی دارای مقدار زیادی از اسیدهای چرب اومگا ۳ و پروتئین است. برای مثال، با مقایسه نیم فنجان گندم خراسان با گندم معمولی، گندم خراسان ۳۰٪ پروتئین بیشتری دارد، درحالیکه فقط دارای ۱۴۰ کالری است. مصرف گندم خراسان باعث پایین آوردن کلسترول، قند خون و ساتوکین‌‌ها که عامل ایجاد تورم در بدن هستند می‌شود. این گندم همچنین دارای مقادیر زیادی روی، آهن و ویتامین‌های ب است که هر سه متابولیسم بدن را بالا نگاه می‌دارند که نتیجه آن سوختن کالری زیاد و نهایتاً کم شدن وزن بدن است.

## منطقه کشت
گندم خراسان در اروپا عمدتاً برای نان و در استان خراسان ایران به‌عنوان غذای شتر کشت می‌شود و احتمالاً در زمین‌های کوچک و برای استفاده شخصی در برخی مناطق دیگر خاورمیانه نیز کشت می‌شود.